# マルミローロ
マルミローロ（伊: Marmirolo）は、イタリア共和国ロンバルディア州マントヴァ県にある、人口約7,700人の基礎自治体（コムーネ）。

## 地理

### 位置・広がり

#### 隣接コムーネ
隣接するコムーネは以下の通り。括弧内のVRはヴェローナ県所属を示す。
- ゴーイト
- ポルト・マントヴァーノ
- ロヴェルベッラ
- ヴァレッジョ・スル・ミンチョ (VR)
- ヴォルタ・マントヴァーナ

### 気候分類・地震分類
気候分類では、zona E, 2388 GGに分類される。
また、イタリアの地震リスク階級 (it) では、zona 3 (sismicità bassa) に分類される。

## 行政

### 分離集落
マルミローロには、以下の分離集落（フラツィオーネ）がある。
- Marengo, Pozzolo, San Brizio

## 姉妹都市
- マッサ・ロンバルダ、イタリア